# Parti Arménagan
Le parti Arménagan (arménien : Արմենական Կուսակցութիւն) est le premier parti politique arménien fondé à l'automne 1885 par un groupe de révolutionnaires arméniens de Van influencés par la pensée de Meguerditch Portoukalian et de son journal Armenia.

## Historique
Au début des années 1880, des anciens élèves de Meguerditch Portoukalian, et lecteurs du journal Armenia fondé par ce dernier à Marseille, commencent à se réunir à Van. Devenus à leur tour instituteurs ou militants, ils envisagent de fonder une nouvelle organisation révolutionnaire arménienne. Ces discussions ont lieu de manière clandestine pour ne pas subir la répression des autorités ottomanes. Progressivement, leur lieu de rencontre est fixé dans le vignoble des frères Meguerditch et Krikor Terlémézian, plus précisément au sein du hundzan, pièce où le raisin est pressé. Inutilisée la plupart du temps, elle n'est meublée que d'un matelas en paille, ce qui fait que les révolutionnaires arméniens qui s'y réunissent finissent par l'appeler la « Maison du matelas de paille ». La première réunion y a lieu à l'automne 1885 et marque la naissance du parti Arménagan, fondé par neuf jeunes hommes (Meguerditch et Krikor Terlémézian, Roupen Shatavorian, Krikor Odian, Krikor Adjemian, M. Baroudjian, Ghevond Khandjian, Krikor Beozikian et Karekine Manoukian). Premier parti politique révolutionnaire arménien, son nom est dérivé du journal Armenia, qui tient une place centrale dans l'idéologie du parti sans toutefois en devenir l'organe officiel. Son importation est interdite dans l'Empire ottoman en août 1885, mais il parvient aux membres du parti Arménagan de manière clandestine. De plus, Meguerditch Portoukalian lui-même entretient une correspondance avec les membres du parti, qu'il encourage dans leur action.
Les objectifs du parti Arménagan sont multiples : l'unité du peuple arménien, la diffusion des idéaux révolutionnaires (à travers la littérature, la propagande orale, l'éducation, etc.) et des principes de l'autodéfense armée, l'organisation des Arméniens mais sans avoir recours au terrorisme ni aux manifestations (bien que certains membres finissent par se livrer à des actes terroristes). Les Arménagans cherchent à préparer une révolution future mais dont le temps n'est selon eux pas encore arrivé. Au contraire des deux autres partis politiques arméniens, ils ne se définissent pas comme socialistes. Ils excluent aussi la coopération avec des organisations non-arméniennes, notamment avec des mouvements turcs réformistes.
Rapidement, le parti se structure, se dotant notamment de comités de district et d'un organe central, lui-même composé par les représentants de chaque district. Les membres du parti sont soutenus par des membres dits auxiliaires, c'est-à-dire des personnes qui soutiennent l'organisation sans adhérer strictement à son code de conduite ou à son idéologie. Le programme ne précise pas l'aire d'action du parti mais, dans les faits, ses membres concentrent leurs activités en Arménie ottomane,. Ainsi, des branches sont établies dans la province de Van, ainsi que dans celles de Mouch, Bitlis, Trébizonde et Constantinople, mais aussi dans le Caucase, en Perse (la plus importante en-dehors de la Turquie) et même aux États-Unis. La province de Van est le bastion incontournable du parti, tandis que Meguerditch Terlémézian (aussi connu sous le nom d'Avédissian) en devient le leader central.
La préoccupation la plus concrète du parti Arménagan est la défense des Arméniens contre les exactions commises par les tribus kurdes, les poussant à acquérir armes et munitions, notamment par une politique de corruption de fonctionnaires turcs. Des armes sont aussi achetées en Perse, principalement à Tabriz et Salmast, mais leur transport jusqu'en Turquie est risqué, comme en témoigne l'accrochage qui oppose trois membres du parti (Hovhannès Agripassian, Vartan Goloshian et Garabed Koulaksizian, seul survivant) à des zaptiehs (gendarmes ottomans) à la frontière entre les deux empires le 16 mai 1899. Les autorités ottomanes trouvent des papiers sur le corps des deux hommes, qui leur font craindre un soulèvement révolutionnaire généralisé. Outre l'autodéfense, le parti Arménagan mène aussi quelques actes de représailles, par exemple des tentatives d'assassinat de chefs kurdes ou de fonctionnaires ottomans. La répression du parti s'intensifie donc de la part de la police turque, qui a tendance à en surestimer l'influence. Très forte dans la province de Van, la répression nourrit en retour le ressentiment de la population arménienne vis-à-vis des autorités. Certains membres du parti Arménagan se rendent aussi à la même période régulièrement en Arménie russe.
Lors des massacres hamidiens (1894-1896), le parti Arménagan participe à la résistance de Van en juin 1896 aux côtés des membres du parti Hentchak et de la Fédération révolutionnaire arménienne. Les troupes ottomanes parviennent à déloger les insurgés arméniens et à faire se retirer les survivants en Perse. Des dizaines d'entre eux meurent pendant les combats. La défense de la ville est le fait d'arme principal du parti dans les années 1890 mais, comme le note l'historienne Louise Nalbandian, il est alors devenu un parti secondaire. Meguerditch Portoukalian, qui avait jusque-là encouragé les activités révolutionnaires de l'organisation, s'en éloigne alors, critiquant l'imprudence de ses militants.
Cet épisode porte un coup dur au parti, mais il parvient à se reformer grâce aux efforts de Krikor Beuzikian, Arménag Yégarian, Yériché Kondakdjian, Krikor Adjemian, Sébouh et Haroutioun Gakavian (père du romancier Vahram Gakavian). Une section jeune est aussi constituée, avec son organe, Gaydz. Le parti Arménagan existe en tant qu'organisation indépendante jusqu'en 1908. À la suite de plusieurs fusions, le parti se transforme et donne naissance en 1921 au Parti libéral démocrate arménien (Ramgavar Azadagan) qui se réclame de son héritage.